# GNU Aspell
GNU Aspell，通常簡稱為Aspell，是一個自由拼寫檢查程式，目標是取代Ispell。其為GNU作業系統的標準拼寫檢查程式。但也可以在其他类Unix系统以及Windows上編譯。主程式使用GNU宽通用公共许可证（GNU LGPL）授權，而文件則使用GNU自由文档许可证（GFDL）授權。此程式的字典則可用於大約70種語言。主要維護者是Kevin Atkinson。

## 與Ispell的比較
與Ispell不同，Aspell不需要使用特殊字典就可以輕鬆地檢查UTF-8文件。Aspell原則上也會遵從目前的区域设置。與Ispell相比的其他優點還包含了可以一次使用多個字典，以及在一次開啟多個Aspell處理程序時可以智慧型處理個人字典。不過，Ispell遵循Unix將指令套用至檔案的習慣，例如ispell text-file-with-spelling-errors，而Aspell需要其他命令列選項，且"--help"選項更完整。使用範例包含了：
- 互動執行text_file檢查拼寫（aspell check text_file）。
- 允許輸入單字（隨後換新行並按Ctrl-D）來查詢發音類似的單字（aspell soundslike）。

## Windows移植版
截至2017年7月，GNU Aspell最新的官方GNU Aspell仍為32位元版的0.50.3（2002年12月），以及年代相近的字典。開發者表示他「沒有時間也沒興趣維護Windows移植版」，並一直在尋找有興趣維護Windows版本的人。
aspell定期更新的Cygwin移植版也可用於Windows。

## 整合
Aspell也被整合至如Gajim、LyX、Notepad++、Claws Mail與舊版的Pidgin、Opera、gedit與AbiWord等软件中。

## 外部連結
- Aspell首頁 （页面存档备份，存于）
- GNU Aspell下載頁面 （页面存档备份，存于）（FTP連結）
- Savannah上的GNU Aspell摘要頁面 （页面存档备份，存于）